# ريان كولبيرن
ريان كولبيرن (بالإنجليزية: Ryan Colburn)‏ هو لاعب كرة قدم أمريكية أمريكي، ولد في 8 نوفمبر 1986.

## وصلات خارجية
- ريان كولبيرن على موقع مرجع كرة القدم المحترفة.كوم (الإنجليزية)
- ريان كولبيرن على موقع JustSportsStats.com (الإنجليزية)